# Ptak Warsaw Expo
Ptak Warsaw Expo – największe centrum targowo-kongresowe w Europie Środkowej. Powstało z myślą o organizacji międzynarodowych targów, kongresów, konferencji, szkoleń, imprez masowych i innych wydarzeń komercyjnych, również przez firmy zewnętrzne.
Ptak Warsaw Expo jest członkiem Światowego Stowarzyszenia Przemysłu Targowego (UFI). W jego raporcie za rok 2017 centrum zajęło 1. miejsce pod względem powierzchni wystawienniczej w Polsce oraz 19. w Europie, plasując się przed takimi ośrodkami miejskimi, jak Londyn, Bruksela czy Genewa.
Firma jest ponadto członkiem International Association of Exhibitions and Events i Society of Independent Show Organizers, jednej z największych organizacji targowych i eventowych. Ptak Warsaw Expo jest pierwszą polską firmą, która została do niej przyjęta.
Prezesem Ptak Warsaw Expo jest Tomasz Szypuła.

## Obiekt
Ptak Warsaw Expo składa się z 6 hal (18 pawilonów) o łącznej wewnętrznej powierzchni wynoszącej 143 000 m² oraz ponad 500 000 m² powierzchni zewnętrznej (w tym 15 000 miejsc parkingowych).
| Hala | Powierzchnia |
| ---- | ------------ |
| A    | 24 500 m²    |
| B    | 24 500 m²    |
| C    | 24 500 m²    |
| D    | 24 500 m²    |
| E    | 20 500 m²    |
| F    | 24 500 m²    |

## Imprezy targowe
W Ptak Warsaw Expo odbywa się obecnie ponad 140 dużych imprez targowych rocznie. Są to eventy zarówno B2B oraz B2C:
- - Agro Farma – Targi Technologii dla Hodowli Zwierząt Gospodarskich
  - AI Industry – Targi Technologii AI dla Przemysłu i IoT
  - Aluminium – Targi Technologii Aluminiowych
  - Animals & Veterinary Days – Targi Zoologiczne i Weterynaryjne
  - Auto Tunning – Targi Tuningu i Detailingu Pojazdów
  - automatica – Targi Automatyki Przemysłowej i Robotyki
  - Automechanica – Targi Techniki Warsztatowej
  - Automotive – Targi Techniki Motoryzacyjnej
  - Bath & Ceramic – Targi Płytek Ceramicznych i Łazienek
  - Battery Forum – Targi Technologii Magazynowania Energii i Zasilania
  - Beauty Days – Targi Kosmetyczne
  - Beer – Targi Wyrobów Piwowarskich
  - Bio Agro – Targi Technologii Rolnictwa Ekologicznego
  - Bio Expo – Targi Żywności i Produktów Ekologicznych
  - Biuro Tech – Targi Technologii Meblarskich dla Biznesu
  - Boat Technica – Targi Budowy i Wyposażenia Jachtów
  - Book Show – Festiwal Czytelnictwa
  - Build & Outdoor – Targi Budownictwa i Architektury Zewnętrznej
  - BUS – Targi Transportu Publicznego
  - Camper Caravan Show – Targi Caravaningowe
  - ChemTec – Targi Technologii dla Przemysłu Chemicznego
  - China Brand Show – Targi Produktów z Chin
  - Clean Tech – Targi Technologii i Utrzymania Czystości
  - ClimaTech Expo – Międzynarodowe Targi Wentylacji i Klimatyzacji
  - Coffee Europe Expo – Targi Kawy i Akcesoriów Kawiarskich
  - Coil Tech – Targi Uzwojeń i Transformatorów
  - Cold Tech – Targi Technologii Chłodzenia
  - Comic con – Festiwal Popkultury
  - Composite – Targi Materiałów Kompozytowych
  - Concrete Expo – Targi Technologii Betonu w Przemyśle i Budownictwie
  - Construction – Targi Maszyn Budowlanych
  - Control & Drives – Targi Napędów i Sterowania
  - Cosmpoharm – Targi Opakowań Farmaceutycznych i Beauty
  - CTR – Targi Nowoczesnych Technologii Dla Rolnictwa
  - Cybersecurity – Targi Cyberbezpieczeństwa
  - Dental Medica – Targi i Kongres Stomatologii i Medycyny Estetycznej
  - Derbonisation – Targi Dekarbonizacji i Zrównoważonej Energii
  - Door Tec – Targi Technologii i Produktów Branży Drzwiowej
  - Electro Instal – Targi Elektrotechniki
  - Electronics Show – Targi Elektroniki Użytkowej
  - Emobility – Targi Technologii dla Elektromobilności
  - Estetica – Targi Medycyny Estetycznej i Wellness
  - Etrade Show – Targi E-Commerce
  - Eurogastro – Targi Rozwiązań dla HoReCa
  - Facade – Targi Elewacji i Termomodernizacji
  - Fast Textile – Targi Tekstylne
  - Fastech – Targi Technologii Mocowania i Elementów Złącznych
  - Filtra Tec – Targi Technologii Filtracji i Zastosowania Filtrów
  - Fishing Days – Targi Wędkarstwa
  - FIWE – Targi Fitness
  - Fleet Expo – Targi Rozwiązań dla Flot Samochodowych
  - Floor Expo – Targi Materiałów Podłogowych i Powierzchniowych
  - Food Tech – Targi Technologii Spożywczych
  - Forum BHP – Targi Produktów i Technik dla BHP
  - Forum Warzywa – Targi Technologii i Produktów dla Warzywnictwa
  - Franczyza Expo – Targi Sprawdzonego Modelu Biznesowego
  - Fruit Poland – Targi Sadownicze
  - Funeral Expo – Targi Artykułów i Usług Pogrzebowych
  - Furnitech – Targi Komponentów i Technologii Meblarskich
  - Furniture Contract – Targi Meblarskie
  - Future Energy – Targi Technologii Niskoemisyjnych
  - Garden Expo – Targi Ogrodnictwa
  - Garden Tech – Targi Technologii Utrzymania Terenów Zielonych
  - Gastro Quick Service – Targi Technologii i Wyposażenia dla Fastfood
  - Gift Show – Targi Upominków i Dekoracji
  - Glass Tech – Targi Przemysłowych Technologii Szklanych
  - Global Food – Targi Żywności i Przemysłu Spożywczego
  - Grind Tech – Targi Technologii Szlifierskich
  - Hair & Barber – Targi Rozwiązań dla Branży Fryzjerskiej
  - Heating Tech – Targi Technologii Grzewczych
  - Home & Bathroom – Targi Wyposażenia Łazienkowego
  - Home & Build – Targi Architektury i Materiałów Wykończeniowych
  - Home & Contract – Biznesowe Targi Wnętrz
  - Home & Furniture – Targi Meblarskie
  - Home & Kitchen – Targi Wyposażenia Kuchennego
  - Home & Light – Targi Oświetlenia
  - Home & Textile – Targi Tkanin i Wzornictwa
  - Humanitarian Expo – Targi Pomocy Humanitarnej i Rozwojowej
  - Hunting Expo – Targi Myśliwskie
  - HVAC – Targi HVAC
  - Industrial Building – Targi Budownictwa Przemysłowego, Infrastrukturalnego i Komunalnego
  - Intralogistica – Targi Logistyki Magazynowej
  - Isoltex – Targi Technologii Izolacyjnych dla Przemysłu
  - Labeling Tech – Targi Technologii Etykietowania
  - Labotec – Targi Sprzętu i Technologii Laboratoryjnych
  - Laser Technica – Targi Technik Laserowych i Optyki Przemysłowej
  - Light Tech – Targi Oświetlenia
  - Maintenance Poland – Targi Utrzymania Ruchu w Przemyśle
  - Med Innovations – Targi Innowacyjnych Technologii Medycznych
  - Medi Vision – Targi Technologii i Sprzętu Diagnostyki Obrazowej
  - Medical Expo – Targi Medyczne
  - Metal Tech – Targi Technologii Obróbki Metalu
  - Motor Show – Targi Motoryzacyjne
  - Motorcycle Show – Targi Motocyklowe
  - MT TSL – Targi Transportu, Spedycji i Logistyki
  - Opti Expo – Targi Optyki, Optometrii i Okulistyki
  - Packaging Poland – Targi Opakowań Gotowych
  - Pharmacy Expo – Targi Farmacji
  - Photonics – Targi Fotoniki w Przemyśle
  - Plast – Targi Przemysłu Tworzyw Sztucznych
  - Pneumatics – Targi Technologii Pneumatycznych w Przemyśle
  - Poland Boat Show – Targi Jachtowe i Sportów Wodnych
  - Poland Coatings – Targi Lakiernicze i Zabezpieczeń Powierzchni
  - Poultry – Targi Hodowli Drobiu i Produkcji Jaj
  - Print Tech – Targi Poligraficzne
  - ProKitchen Expo – Targi Technologii i Wyposażenia Gastronomii
  - Recykling – Targi Technologii Recyklingu
  - Rehabilitacja – Targi Rehabilitacji i Fizjoterapii
  - Rema Days – Targi Reklamy i Druku
  - Robotics – Targi Robotyki Przemysłowej
  - Roof – Targi Dachów
  - Safety & Rescue – Targi Technologii dla Ratownictwa i Obrony Cywilnej
  - Security – Targi Systemów Zabezpieczeń i Ochrony
  - Smart Home – Targi Automatyki Budynków i Wnętrz
  - Solar Energy – Targi Odnawialnych Źródeł Energii
  - Solids – Targi Technologii Materiałów Sypkich
  - Spa & Wellness – Targi rozwiązań dla branży SPA & Wellness
  - Stone Poland – Targi Kamienia i Maszyn Kamieniarskich
  - Sustainability – Targi Rozwiązań dla Zrównoważonego Rozwoju
  - Sweet Tech – Targi dla rynku Piekarniczo-Cukierniczego
  - Tools – Targi Narzędziowe i Prac Wykończeniowych
  - TT Warsaw – Targi Turystyczne
  - Tube Technic – Targi Rur i Technologii Przesyłowych
  - Valves & Pumps – Targi Technologii Przepływu
  - Veterinary Expo – Targi Produktów dla Medycyny Weterynaryjnej
  - Warsaw Food – Targi Żywności
  - Warsaw Gift & Deco – Targi Upominków i Dekoracji
  - Warsaw Industry Week – Targi Przemysłowe
  - Warsaw Lift – Targi Wind i Urządzeń Transportu Bliskiego
  - Warsaw Old Timer – Targi Pojazdów Zabytkowych
  - Warsaw Pack – Targi Techniki Pakowania i Opakowań
  - Warsaw Shop Expo – Targi Rozwiązań dla Obiektów Handlowych
  - Water Expo – Targi Technologii Gospodarki Wodnej
  - Weld Tech – Targi Spawalnicze
  - Window Tech – Targi Technologii i Produktów Branży Okiennej
  - Wine – Targi Wyrobów Winiarskich
  - Wire Tech – Targi Technologii Kabli i Przewodów
  - Wodkan – Targi Technologii i Urządzeń Wodno-Kanalizacyjnych
  - Wood Tech – Targi Technologii Drewna i Meblarstwa
  - World Hotel – Targi Hotelarskie
  - World of Build – Targi Technologii i Materiałów Budowlanych
  - World of Hydrogen – Targi Technologii Wodorowych
  - World of KIDS – Targi Akcesoriów, Produktów Dziecięcych i Zabawek